# FileZilla Server
FileZilla Server é um Servidor FTP, de código aberto (open source) para Windows NT, 2000, XP e Vista. O programa suporta o protocolo FTP e FTPS (FTP over SSL/TLS).
A SourceForge caracterizou o FileZilla como o projecto do mês em novembro 2003.

## Características
- Limites da largura de banda do Upload e do download
- Compressão
- Criptografia com SSL/TLS (para FTPS)
- Registo de mensagem (para eliminar erros e a informação em tempo real do tráfego)
- Acesso limitado ao tráfego interno da LAN (Rede Local) ou ao tráfego externo (Internet)

Uma janela de monitorização das ligações dos utilizadores permite ao administrador ver as ligações dos utilizadores ao servidor. Actualmente, existem duas operações que o Administrador do servidor pode fazer às ligações dos utilizadores - "terminar" a  sessão do utilizador ou "bloquear" o utilizador ou o IP.

### Limites de velocidade
FileZilla suporta limites de velocidade da largura de faixa para impedir que seu usuário sobrecarregue sua conexão da Internet. Os clientes individuais do usuário podem ser ajustados para contornar todos os limites de velocidade (que é útil para conexões locais no mesmo router) ou para seguir os limites que são mais estritos do que os ajustes de defeito. Adicionalmente, os ajustes individuais da compressão podem ser especificados para cada usuário ou para todos os usuários, se desejados.